# Piszczatka (powiat hajnowski)
Piszczatka – zniesiona nazwa kolonii w Polsce położona w województwie podlaskim, w powiecie hajnowskim, w gminie Czeremcha.
W miejscu kolonii brak zabudowy.
Dawna kolonia wsi Piszczatka Połowiecka, od 1944 w ZSRR (obecnie na Białorusi).
Nazwa miejscowości została zniesiona z 2022 r.
W latach 1975–1998 miejscowość administracyjnie należała do województwa białostockiego.